# Sefton-Gletscher
Der Sefton-Gletscher ist ein 16 km langer Gletscher in der antarktischen Ross Dependency. Er fließt in die Südseite des Byrd-Gletschers, die er unmittelbar westlich der Rundle Peaks erreicht.
Das Advisory Committee on Antarctic Names benannte ihn 1965 nach dem Ionosphärenphysiker Ronald F. Sefton, Mitglied der Überwinterungsmannschaft auf der Byrd-Station in den Jahren 1962 und 1964.